# Willard Van Orman Quine

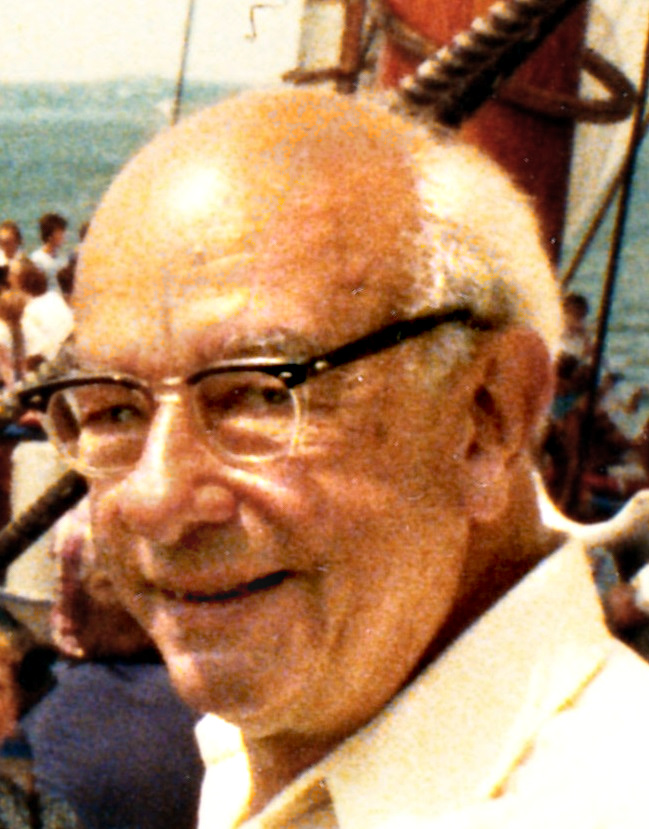
Willard Van Orman Quine 1980

Willard Van Orman Quine (* 25. Juni 1908 in Akron, Ohio; † 25. Dezember 2000 in Boston, Massachusetts) war ein amerikanischer Philosoph und Logiker.
Quine gilt als bedeutender Vertreter der analytischen Philosophie und des philosophischen Naturalismus sowie des Holismus.
Im Bereich der systematischen theoretischen Philosophie gehört er zu den bedeutendsten Philosophen des 20. Jahrhunderts. Mit ihm verschob sich das Zentrum der analytischen Bewegung von England und dem europäischen Kontinent in die USA. Sein Werk berührt alle Kerndisziplinen der theoretischen Philosophie wie Erkenntnistheorie, Sprachphilosophie, Wissenschaftstheorie, Logik und Ontologie.
Quine gehörte zu den wichtigsten Kritikern der Philosophie des Wiener Kreises. Er bemühte sich, den logischen Empirismus von seinen dogmatischen Elementen zu befreien und ihn mit Argumenten aus der Tradition des amerikanischen Pragmatismus anzureichern. Sein sprachphilosophischer und wissenschaftstheoretischer Holismus ist in der analytischen Philosophie bis heute Gegenstand kontroverser Diskussionen.

## Leben
Quine war der Sohn eines Ingenieurs und einer Lehrerin. „Quine“ war der Familienname seines Vaters, „Van Orman“ der seiner Mutter, deren Vorfahren aus den Niederlanden stammten.
Bereits in seiner Jugend entwickelte er ein lebhaftes Interesse für Etymologie, Geografie und Definitionsfragen, das zeitlebens anhielt, wobei sein Interesse für Philosophie zu Schulzeiten noch schwach ausgeprägt war.
1926 begann Quine ein Studium am Oberlin College (Ohio) und belegte Kurse in Geologie, Psychologie, Französisch, Deutsch und Mathematik. Allmählich konzentrierten sich seine Interessen auf Mathematik und Logik. 1930 schloss er sein Studium mit einer mathematischen Arbeit summa cum laude ab und erwarb den B.A. Er heiratete im selben Jahr und wechselte an die Universität Harvard, die er zeitlebens nicht mehr verließ. Dort hörte er von 1930 bis 1932 Vorlesungen bei Clarence Irving Lewis, dem Logiker Henry Maurice Sheffer und Alfred North Whitehead. Bereits im Jahr 1930 erschien seine erste Veröffentlichung, die Rezension eines mathematischen Fachbuches. 1931 schloss er seine Studien mit dem M.A. ab und promovierte schon 1932 mit der Arbeit The Logic of Sequences: A Generalization of Principia Mathematica  über Whiteheads und Russells Principia Mathematica, wobei Whitehead selbst als Mentor fungierte.
Nachdem Quine 1932 Herbert Feigl während dessen USA-Aufenthaltes in Harvard kennengelernt und so näheren Einblick in den Wiener Kreis erhalten hatte, reiste er als Sheldon Traveling Fellow 1932 bis 1933 nach Europa. In Wien traf er mit Vertretern des Wiener Kreises wie Kurt Gödel und Moritz Schlick zusammen. In Prag hörte er bei Rudolf Carnap, in Warschau bei den Logikern Stanisław Leśniewski, Jan Łukasiewicz  und Alfred Tarski.
Zu Carnap, mit dessen Philosophie des logischen Empirismus er sich später immer wieder kritisch auseinandersetzte, entwickelte sich eine lang anhaltende Freundschaft.
Nach seiner Rückkehr nach Harvard war Quine von 1933 bis 1936 Mitglied der Junior Fellows in der Harvard Society of Fellows und konnte sich für drei Jahre seinen Forschungen widmen. Im Jahre 1940 wurde er in Harvard Assistant Professor.
Bis zum Eintritt der USA in den Zweiten Weltkrieg arbeitete Quine vornehmlich über Logik und Mengenlehre. Es entstanden die Bücher A System of Logistic (1934), Mathematical Logic (1940) und Elementary Logic (1941).
Während des Zweiten Weltkriegs musste er von 1942 bis 1945 bei der U.S. Marine als Kryptologe dienen mit der Aufgabe, verschlüsselte Signale deutscher U-Boote zu entschlüsseln. In dieser Zeit befasste er sich intensiv mit dem Begriff der Analytizität, also der Frage, ob Wahrheit in der Logik und der Mathematik auf Konventionen beruht.
Ab 1948 hatte Quine eine Stelle als Full Professor in Harvard inne. Ein Jahr später wurde er in die American Academy of Arts and Sciences gewählt. Seit 1959 war er korrespondierendes Mitglied der British Academy.
Im Jahre 1951 erschien sein berühmter Aufsatz Two Dogmas of Empiricism, in dem er eine kritische Bilanz des logischen Empirismus zog. Mit ihm festigte er sein Ansehen in der philosophischen Welt.
1953 veröffentlichte er einen ersten Sammelband mit Aufsätzen, From a Logical Point of View und nahm noch im selben Jahr eine einjährige Gastprofessur in Oxford wahr. Dort erfolgte eine intensivere Auseinandersetzung mit der Sprachphilosophie im Gespräch mit Strawson, Austin und Grice.
Während der gesamten 1950er-Jahre arbeitete Quine an einem Buch, das 1960 unter dem Titel Word and Object erschien. Es gilt als sein Hauptwerk und begründete seinen Weltruhm in der analytischen Philosophie. In den folgenden Jahrzehnten vertiefte und präzisierte er seine dort dargelegte Philosophie und verteidigte sie gegen Einwände, ohne dabei grundlegende Revisionen vorzunehmen. Er absolvierte Vortragsreisen in alle Welt und nahm an zahlreichen Konferenzen über sein Werk teil.
Um 1950 veröffentlichte Quine auch einige Aufsätze zur Frage der Universalien, in der er eine konzeptualistische Position einnahm.
1956 wurde er als Nachfolger von Clarence Irving Lewis auf den Edgar-Pierce-Lehrstuhl für Philosophie der Harvard University berufen. Ein zweiter einjähriger Gastaufenthalt fand 1973/74 statt. 1957 wurde Quine in die American Philosophical Society und 1977 in die National Academy of Sciences gewählt. Im Jahr 1978 erfolgte seine Emeritierung in Harvard. 1980 hielt Quine an der Stanford University die Immanuel Kant Lectures, in denen er seine Philosophie auf aktuellem Stand zusammenfasste.
1990 hielt er die Tarski Lectures in Berkeley.
Nach seiner Emeritierung 1978 wurde Quine vielfach ausgezeichnet, unter anderem 1996 mit dem Kyoto-Preis und 2000 mit der Benennung des Asteroiden (13192) Quine. 
Zu seinen Schülern gehören Michael Dummett, Wolfgang Stegmüller, Donald Davidson, Jaakko Hintikka, Daniel Dennett, Burton Dreben, Dagfinn Føllesdal, Gilbert Harman und David Lewis.
1932 heiratete er zum ersten Mal (Naomi), 1948 zum zweiten Mal (Marjorie). Diese Ehe bestand 50 Jahre. Aus beiden Ehen gingen je zwei Kinder hervor. 

## Werk
Quines zu Lebzeiten veröffentlichtes Werk umfasst 21 Bücher und mehr als 200 Aufsätze. Von den Büchern gehören neun in den Bereich der Logik. Zum größeren Teil handelt es sich dabei um Lehrbücher und Überblicksdarstellungen, die Quine als Grundlage für seine eigenen Lehrveranstaltungen verfasst hat.
Im Jahre 1950 erschien Methods of Logic (dt.: Grundzüge der Logik), das als Studien- und Lehrbuch zu den Grundlagen der modernen Logik konzipiert war. Quine entwickelt darin in der Tradition Freges, Russells und Whiteheads die formalen Systeme der Aussagen-, Quantoren- und Prädikatenlogik und reflektiert auf Grundlagenprobleme innerhalb der Logik und Mathematik.
Die im Jahre 1953 erschienene Aufsatzsammlung From a Logical Point of View (dt.: Von einem logischen Standpunkt) enthält einige der bedeutendsten Arbeiten Quines zur Ontologie und Sprachphilosophie. Das größte Aufsehen erregte dabei der Aufsatz Two Dogmas of Empiricism (1951, dt.: Zwei Dogmen des Empirismus), der als die Gründungsurkunde einer immanenten Kritik des Logischen Empirismus gelten kann und eine Neuentwicklung innerhalb der analytischen Philosophie anstieß. Quine greift darin zwei Überzeugungen an, die zur damaligen Zeit breite Anerkennung fanden: den erkenntnistheoretischen Reduktionismus und die Unterscheidung zwischen analytischen und synthetischen Sätzen.
In seinem im Jahre 1960 erschienenen Hauptwerk Word and Object (dt.: Wort und Gegenstand) untersucht Quine eines der Grundprobleme der Philosophie des logischen Empirismus, die Verbindung unserer Sprache mit der Welt. Er thematisiert darin all die Schwierigkeiten, denen eine konsequent empiristische Position ausgesetzt ist.
Ausgehend von der Situation, in der wir eine Sprache erlernen, weist Quine darauf hin, dass die Sprache vor allem eine soziale Kunstfertigkeit ist und nur über die Beobachtung des Verhaltens ihrer Sprecher erlernt werden kann. Er ersetzt die Bedeutungstheorie Carnaps, die zwischen „Extensionen“ und „Intensionen“ von Termen, Prädikaten und Sätzen unterschieden hatte, durch den Begriff der „Reizbedeutung“. Auf der Grundlage eines behavioristischen Selbstverständnisses versteht Quine unser Sprachverhalten als Reaktion auf Reizungen unseres Wahrnehmungsapparates.
Die Beiträge des Bandes Ontological Relativity and Other Essays (1969, dt.: Ontologische Relativität und andere Schriften) stehen in engem Zusammenhang mit den in Word and Object diskutierten Fragen.
Der Titelaufsatz Ontological Relativity ging aus den 1969 von Quine gehaltenen John-Dewey-Lectures hervor. Im Anschluss an die naturalistische Sprachphilosophie Deweys richtet sich Quine hier zum einen gegen den „semantischen Platonismus“, den er mit der Position Freges identifiziert, und zum anderen gegen den „semantischen Mentalismus“, der von der Schule der „kalifornischen Semantik“  vertreten wurde.
Im Jahre 1974 erschien das Werk The Roots of Reference (dt.: Die Wurzeln der Referenz), das aus den Ende 1971 von Quine gehaltenen Paul-Carus-Vorlesungen hervorging. Er skizziert darin zunächst seine behavioristische Theorie des Lernens und der Wahrnehmung. Auf dieser Basis entwickelt er dann seine naturalistische Theorie, die gegen die mentalistischen Auffassungen seiner Vorgänger gerichtet ist.
Der Band The Ways of Paradox and Other Essays (1976 [1966], dt.: Arten der Paradoxie und andere Aufsätze) enthält 29 Aufsätze aus der Zeit zwischen 1935 und 1974, die sich sprachphilosophischen, logischen, erkenntnis- und wissenschaftstheoretischen sowie ontologischen Themen widmen.
Die meisten der 24 Beiträge der Sammlung Theories and Things (1981, dt.: Theorien und Dinge)
entstanden im Laufe der 1970er und 1980er Jahre. Es handelt sich dabei meist um philosophiegeschichtliche Abhandlungen, in denen sich Quine mit den Positionen John Langshaw Austins, Lewis Carrolls, Donald Davidsons, Kurt Gödels, Nelson Goodmans, Bertrand Russells und John Jamieson Carswell Smarts auseinandersetzt.
Aus Quines letzter Lebens-Dekade sind die Bände Pursuit of Truth (1990) und From Stimulus to Science (1995) hervorzuheben.

## Philosophie

### Erkenntnis- und Wissenschaftstheorie
Im Bereich der Erkenntnistheorie entwickelt Quine einen szientistischen Naturalismus. Die Außenwelt betrachtet er als real, in ihr finden permanent mikrophysikalische Umverteilungen statt. Das erkennende Subjekt ist für ihn Gegenstand der empirischen Wissenschaften. Wahrnehmung ist mentalistisch, hat aber physikalische Grundlagen in den Sinnesrezeptoren. Mentalistisch ist die Neigung des Menschen, sich nach dem Prinzip der Induktion zu verhalten. Lernen ist nichts anderes als die Ausbildung von Gewohnheiten. Erkenntnistheorie ist entsprechend für ihn ein Teilgebiet der empirischen Psychologie, in der Reizreaktionsverhältnisse behavioristisch untersucht werden. Verifikation und empirische Adäquatheit sind die einzige Grundlage von Geltung und Bedeutung. Wissenschaftstheorie ist damit Sache der angewandten Wissenschaften und keine eigenständige Disziplin.

#### Entwicklungsmodell des Empirismus
In seinem Aufsatz Five Milestones of Empiricism (dt. Fünf Meilensteine des Empirismus)
stellt Quine die Entwicklung des Empirismus seit dem Mittelalter bis heute als eine evolutive Abfolge dar, die sich in fünf Schritten vollzog und in seinem eigenen Naturalismus gipfelt.  Während Quine die ersten beiden Schritte der philosophischen Tradition zuordnet, markieren die drei letzten Meilensteine seinen eigenen Erkenntnisweg.
Der erste Meilenstein kennzeichnet die Abkehr von Ideen und mentalen Entitäten zu den Wörtern (shift of attention from ideas to words). Diese Bewegung lässt sich nach Quine bereits bei den Nominalisten des Mittelalters finden, später wieder bei John Horne Tooke, der in Kritik an John Locke anstatt von Ideen von Wörtern als Basis der Erkenntnis ausging.
Der zweite Meilenstein (shift from terms to sentences), der nach Quine von Jeremy Bentham gesetzt wurde, beinhaltet eine gewisse Einschränkung und Korrektur dieses Anliegens. Es erweist sich, dass eine einfache Wort-Realität-Beziehung sich nicht so einfach herstellen lässt. Der Empirist sieht sich nun auf Sätze als Bedeutungsträger verwiesen.
In der weiteren Entwicklung des Empirismus wird auch dieser Ansatz zu eng und in einem dritten Schritt zu einem holistischen Ansatz erweitert (shift from sentences to systems of sentences). Hier ist dann eine weitere Ausdehnung nicht mehr möglich, wohl aber eine Vertiefung nach innen. Der Empirist muss sich klar darüber werden, dass die neu gewonnene Einheit des Wissens keine Dualismen mehr duldet – es darf keine prinzipielle Unterscheidung zwischen der apriorischen und der synthetischen Erkenntnis, zwischen Naturwissenschaft und Metaphysik mehr geben. In einem vierten Meilenstein wird so der Empirismus zu einem methodologischen Monismus (methodological monism). Schließlich bleibt nur noch der Rückbezug der Erkenntnistheorie auf sich selbst. Indem alles Wissen empirisch und fallibel geworden ist, muss dies auch für die Epistemologie selbst gelten: es gibt keinen absoluten Ausgangspunkt der Erkenntnis. Der Empirismus relativiert sich somit selbst, und die Erkenntnistheorie wird Teil der empirischen, das heißt für Quine behavioristischen Psychologie (naturalism).

#### Holismus
Für Quine bilden die Sätze unserer Theorien ein Netzwerk, das nur an den Rändern durch Beobachtungen fixiert wird (Holismus).
Jeder Satz ist dabei dem Zug der Wirklichkeit einerseits und dem Gegenzug des Systems andererseits ausgesetzt. Diese doppelte Einwirkung ist dafür verantwortlich, dass wir einzelnen Sätzen im Allgemeinen keinen gesonderten empirischen Gehalt zuordnen können und dieselben Beobachtungen durch ganz verschiedene Theorien vollständig erklärt werden können. Quine nennt dies die Unterbestimmtheit (underdetermination) des Systems durch Erfahrung. Eine Beobachtung, die unserer Vorhersage widerspricht, widerspricht somit immer der Gesamtheit unserer Theorie.
Bei einer Systemkorrektur sind wir außer den Beobachtungsdaten nur der inneren Konsequenz unseres Netzes verpflichtet. Wo wir die Korrektur anbringen, ist unsere Sache. Jeder Satz kann festgehalten werden, kein Satz ist gegen eine Revision immun. Es können niemals einzelne Sätze, sondern immer nur Theorien als ganze empirisch gerechtfertigt werden (Duhem-Quine-These).
Wir können trotz widersprechender Beobachtungen an bestimmten empirischen Sätzen festhalten und dafür die Sätze der Logik oder Mathematik im Zentrum unseres Theorienetzes abändern. Aufgrund pragmatischer Überlegungen haben wir aber die Tendenz, die Beobachtungssätze an der Peripherie zu ändern, da dies mit dem geringsten Aufwand verbunden ist.

##### Kritik des Verifikationsprinzips
Vor dem Hintergrund seines holistischen Ansatzes greift Quine in Two Dogmas of Empiricism die empiristische These an, dass synthetische Sätze immer einzeln empirisch verifizierbar sein müssen, da die in diesen Sätzen zur Anwendung kommenden Begriffe direkt aus der unmittelbaren Erfahrung abgeleitet wären. Quine schreibt diese Vorstellung älteren Philosophen wie Locke und Hume zu, in jüngerer Zeit sei sie von Russell und Carnap vertreten worden.
Da die menschliche Erkenntnis nicht als Ansammlung autonomer Elemente, sondern als ein Netz miteinander verwobener Sätze aufgefasst werden müsse, können einzelne Aussagen nur schwerlich verifiziert werden. Die Suche nach einem letzten Fundament der Erkenntnis sei sinnlos, da immer das gesamte System menschlicher Erkenntnisse mit der Erfahrung in Berührung komme. Sollte die Erfahrung mit einer bestimmten Hypothese nicht im Einklang stehen, würde das nur bedeuten, dass irgendetwas in unserem System zu revidieren ist; was dies genau ist, wird von der Erfahrung nicht direkt angezeigt und muss von Fall zu Fall entschieden werden. Was genau zu verändern ist, bleibt immer eine offene Frage: „Jede beliebige Aussage kann als wahr aufrechterhalten werden, was da auch kommen mag, wenn wir nur anderweitig in dem System ausreichend drastische Anpassungen vornehmen“.
Wesentlich für empirisch äquivalente Theorien ist daher nicht ihre Gültigkeit, sondern ihre Leistungsfähigkeit. Aufgrund dieser Auffassung wird Quine auch dem Pragmatismus zugerechnet.

#### Methodologischer Monismus
Als Konsequenz seines Holismus vertritt Quine einen methodologischen Monismus. Dieser richtet sich gegen die von Kant getroffene und von der positivistischen Tradition übernommene Unterscheidung zwischen analytischen und synthetischen Sätzen.
Danach werden alle sinnvollen Urteile in zwei Klassen eingeteilt: die analytischen Urteile der Mathematik, in denen das Prädikat im Begriff des Subjekts bereits enthalten ist („Alle Körper sind ausgedehnt“) und die synthetischen Urteile der Naturwissenschaften, bei denen dies nicht der Fall ist („Alle Körper sind schwer“). Die Urteile der traditionellen Philosophie gehören nach dieser Auffassung zu keiner dieser Klassen und sind daher als sinnlos zu verwerfen.
Dagegen argumentiert Quine, dass keine Trennlinie zwischen synthetischen und analytischen Urteilen gezogen werden kann. Zur Identifizierung von Synonymie innerhalb von Sätzen sind immer auch die empirischen Umstände maßgeblich, die die Äußerung solcher Sätze begleiten.
Nach seiner Ansicht gibt es zwei Sorten von analytischen Aussagen:
1. Sätze, deren Wahrheit nur von ihrer logischen Form und den in ihnen verwendeten logischen Partikeln abhängt und daher Tautologien sind – wie der Satz „Kein unverheirateter Mann ist verheiratet“.
2. Sätze, die aufgrund der Synonymität der in ihnen verwendeten Begriffe für wahr gehalten werden – wie der Satz „Kein Junggeselle ist verheiratet“.

Der problematische Fall ist für Quine der zweite, wo der Begriff „analytisch“ vom Begriff der Synonymie abhängt. Dieser könne aber durch keinen der gängigen Erklärungsversuche verständlich gemacht werden:
- In der naiven Erklärung, zwei Ausdrücke seien synonym, wenn sie dieselbe Bedeutung besitzen, bleibe der Begriff „Bedeutung“ unklar. Dieser sei nicht mit dem der Referenz identisch, da zwei Ausdrücke sich zwar auf denselben Gegenstand beziehen können (wie etwa „Morgenstern“ und „Abendstern“), ohne jedoch bedeutungsgleich zu sein. Ebenso wenig könne der Begriff der Bedeutung mit dem der Definition erklärt werden, da die Definition die Synonymität bereits voraussetze.
- Ernster zu nehmen ist nach Quine eine ältere Auffassung, nach der zwei Ausdrücke dann und nur dann als synonym betrachtet werden können, wenn sie in jedem Kontext „salva veritate“ (ohne Änderung des Wahrheitswerts) durch den anderen ersetzt werden können. Gegen dieses Kriterium lasse sich aber einwenden, dass nicht alle Begriffe mit derselben Extension bedeutungsgleich sind. So beziehen sich die Ausdrücke „Lebewesen mit Herz“ und „Lebewesen mit Nieren“ zwar de facto auf die gleiche Anzahl von Individuen; niemand würde aber behaupten, dass die Begriffe synonym sind.

#### Naturalisierte Erkenntnistheorie
In ihrer letzten Stufe entwickelt sich nach Quine die empiristische Erkenntnistheorie zum „aufgeklärten Empirismus“. Sie gehört für ihn zur empirischen Psychologie, die einer behavioristischen Vorgehensweise verpflichtet ist. Das physische menschliche Subjekt wird untersucht im Hinblick auf die psychologischen Prozesse, die zwischen Input (Erfahrung) und Output (Theorie) ablaufen. Der „Cartesische Traum“ einer Grundlegung der Wissenschaft, die dieser selbst vorgängig wäre, ist ausgeträumt. Die naturalisierte Erkenntnistheorie steht nicht länger der Fragestellung der Wissenschaft gegenüber.

#### Fünf Tugenden einer Hypothese
In seinem zusammen mit Joseph Ullian verfassten Buch The Web of Belief stellt Quine fünf Tugenden (five virtues) einer Hypothese vor, die uns mit großer Wahrscheinlichkeit zum Erfolg führen und deshalb als Normen für wissenschaftliches Arbeiten gelten können:

1. Der Konservativismus (conservatism) nimmt an, dass eine Hypothese umso plausibler ist, je weniger frühere Überzeugungen ihretwegen aufgegeben werden müssen. Diese Strategie hat einerseits die Trägheit auf ihrer Seite und ist andererseits vernünftig, da eine Veränderung im System desto leichter zu Irrtum führt, je gravierender sie ist. Dadurch sind radikale Umbauten nicht prinzipiell ausgeschlossen, nur solle sie nur durch eine Reihe kleiner Schritte, nicht durch einen überstürzten Sprung erreicht werden.
2. Die Bescheidenheit (modesty) hängt eng mit dem Konservativismus zusammen. Eine Hypothese kann als bescheidener als eine andere gelten, wenn sie logisch schwächer ist (von dieser impliziert wird, ohne diese zu implizieren) und zweitens gewöhnlichere Ereignisse vorhersagt. Voraussetzung ist auch hier die Annahme, dass eine trägere Welt die wahrscheinlichere ist.
3. Die Einfachheit (simplicity) ist bereits eine Tendenz unseres Wahrnehmungsmechanismus, der uns jeweils einfache Elemente aus einer komplexen Vielfalt herausabstrahieren lässt. Diese Tendenz setzt sich wissenschaftlich fort in unseren experimentellen Kriterien, da die einfachere von zwei Hypothesen meist leichter zu bestätigen ist. Zu komplexe Hypothesen erhöhen die Irrtumsanfälligkeit.
4. Die Allgemeinheit (generality) steht zwar gegen die Bescheidenheit, doch sie ermöglicht überhaupt erst, dass wir einer Hypothese durch wiederholbare Experimente testen und über den konkreten Einzelfall hinausgehen können.
5. Die Widerlegbarkeit (refutability) einer Hypothese ist die Voraussetzung dafür, dass sie überhaupt etwas voraussagt und von Bedeutung ist. Eine Hypothese kann zwar prinzipiell immer holistisch durch geschickten Ausgleich in unserem Netzwerk gegen Widerlegung immunisiert werden, doch tun wir das nicht, wenn das Opfer, das zur Erhaltung einer Theorie zu bringen ist, zu groß wird.[15]

#### Beobachtung und Spracherwerb
Die Haupt-Aufgabe der Erkenntnistheorie ist für Quine, die Beziehung zwischen Beobachtung und Theorie zu klären.
Für ihn sind die physischen Affektionen der Außenflächen unserer Körper, die „im Auftreffen von Lichtstrahlen und Molekülen auf unsere sensorischen Oberflächen“ bestehen, die „einzige Quelle der Information über die äußere Welt“.
Um sich aus der Vielfalt der einstürmenden Sinnesreize sprachlich auf Gegenstände zu beziehen, müssen diese zunächst einmal individuiert, also als einzelne abgegrenzt und auf wiedererkennbare Weise herausgegriffen werden. Diese Fähigkeit steht nach Quine nicht am Anfang des Spracherwerbs, sondern wird erst nach und nach ausgebildet. Es handelt sich dabei um eine konstruktive Tätigkeit: Gegenstände müssen gesetzt werden, indem etwas aus dem Wahrnehmungsfeld vergegenständlicht wird. Obwohl Gegenstände in diesem Sinne Setzungen (posits) sind, erkennt Quine sie als existierend an: Stöcke und Steine sind „höchst reale Bewohner der höchst realen Welt“.
Quine verzichtet auf ein Zwischenreich des Mentalen, in dem eine Vermittlung zwischen dem Input der Reizungen unserer Sinnesorgane und dem Output des beobachtbaren Sprachverhaltens stattfände, da mentale Gegenstände für ihn unklare Identitätsbedingungen haben.
Er kritisiert in diesem Zusammenhang traditionelle Erkenntnistheoretiker wie Descartes, Berkeley, Hume, Russell und Carnap, die mentale Entitäten wie Vorstellungen, Elementarerlebnisse, Sinnesdaten oder -eindrücke zum Ausgangspunkt der Erkenntnistheorie genommen haben, da es keine eigene Sinnesdatensprache gebe, die nicht über die aktuelle Beobachtungssituation hinausgeht.

#### Internalismus
Die menschliche Erkenntnis setzt nach Quine nicht bei den äußeren physischen Gegenständen, sondern bei den Reizungen unserer Sinnesrezeptoren an. Ihm zufolge wird die Zustimmung zu dem Satz „Dort ist ein Kaninchen“ durch eine entsprechende Sinnesreizung veranlasst, nicht durch ein Kaninchen.
Die intersubjektiven Übereinstimmungen in unseren Urteilen über die Außenwelt begründet Quine mit neurobiologischen und evolutionstheoretischen Erkenntnissen. Die natürliche Auslese habe grundlegende Ähnlichkeitsstandards in einem gemeinsamen Genpool verankert. Dieser sorgt dafür, dass ein und derselbe äußere Gegenstand bei aller individuellen Verschiedenheit der Sinnesrezeptoren zu übereinstimmenden Beobachtungssätzen führt.

### Sprachphilosophie
Quine hat die Terminologie der analytischen Sprachphilosophie entscheidend geprägt. Sein Naturalismus wendet sich in seiner Sprachphilosophie gegen die Annahme einer grundlegenden Funktion der Sprache in der Konstituierung von Welt bzw. des Erkenntnisprozesses im Allgemeinen. Die Sprachphilosophie ist für ihn wie die Physik, Biologie und Sozialwissenschaft Teil unserer gesamten Theorie über die Welt.
Unter Berufung auf John Dewey. versteht auch Quine Sprache zuallererst als eine soziale Kunstfertigkeit (social art) und eine gesellschaftliche Einrichtung, die wir Menschen allein auf der Grundlage des beobachtbaren Verhaltens anderer Menschen unter öffentlich angebbaren Umständen erwerben
Quine schließt die Möglichkeit von „Privatsprachen“ von vornherein aus.

#### Referenz
Quines philosophisches Schaffen ist zu großen Teilen von der Frage durchdrungen, wie der referentielle Apparat von Sprache funktioniert. Referenz ist nach Quine letztlich unerforschlich und unsinnig, es sei denn, sie wird relativiert.
Eine der daraus folgenden und am meisten diskutierten Thesen Quines ist die von der Unbestimmtheit der Übersetzung. Sie betrachtet die Sprache als eine Theorie, die wie alle Theorien durch die empirischen Daten unterbestimmt ist.
Quine wendet sich gegen eine mentalistische Bedeutungstheorie, nach der die Bedeutung eines Wortes ein geistiger Gegenstand (z. B. eine platonische Idee oder ein psychisches Erlebnis) ist. Dem Mentalismus stellt Quine eine behavioristische Semantik entgegen, nach der Bedeutungen von Ausdrücken auf Dispositionen zum öffentlich beobachtbaren Verhalten zurückzuführen sind.

##### Spracherwerb
Wir lernen unsere Sprache durch Imitation des Verhaltens unserer Mitmenschen, die ihrerseits unsere Versuche anerkennen oder korrigieren. Wir haben ein Wort dann gelernt, wenn wir es so gebrauchen wie die Mehrheit unserer Mitmenschen. Um aber das Verhalten unserer Mitmenschen richtig imitieren zu können, müssen wir erkennen, was sie stimuliert, wenn sie bestimmte Ausdrücke verwenden. Das ist in den Fällen relativ einfach, in denen es ein klares behavioristisches Schema von Reizung der Sinne und Äußerung einer bestimmten Lautfolge gibt. In vielen Sprechsituationen wird allerdings diese Zuordnung zunehmend komplizierter, weswegen nicht jedem sprachlichen Ausdruck eine ganz bestimmte, wohl umrissene Bedeutung zukommt. Die Postulierung von Bedeutungen sprachlicher Ausdrücke unabhängig vom empirisch wahrnehmbaren Verhalten der Sprecher wird von Quine von Anfang an verworfen. Das Gebiet, auf dem sich der behavioristisch eingestellte Sprachforscher mit Erfolg betätigen kann, ist nach ihm der Spracherwerb des Kindes. Hier kann er sich ausschließlich auf äußere Gegebenheiten, die intersubjektiv zugänglich sind, beziehen.

##### Unbestimmtheit der Übersetzung
Quine vertritt bezüglich des Übersetzungsvorgangs aus radikal fremden Sprachen einen Relativismus. Der einzige Weg, eine radikal fremde Sprache zu erlernen ist nach Quine die Beobachtung des Verhaltens der Sprecher dieser unbekannten Sprache. Durch Beobachtung wird man bestimmte Zusammenhänge feststellen zwischen Gegenständen und Ereignissen in ihrer Umwelt und bestimmten
Lauten, die die Sprecher äußern. So wird man Schritt für Schritt Hypothesen über die Laute der fremden Sprache aufstellen und dementsprechend die ersten Versuche einer Übersetzung machen. Quine weist darauf hin, dass es selbst in einem fortgeschrittenen Stadium der Interpretation der fremden Sprache verschiedene gleichberechtigte Varianten in der Übersetzung geben kann. Die Frage, welche unter ihnen die richtige ist, ist prinzipiell nicht beantwortbar. Ein und derselbe Ausdruck in der fremden Sprache kann durch verschiedene untereinander abweichende Ausdrücke wiedergegeben werden, vorausgesetzt, dass genügend viele Korrekturen in der Wiedergabe anderer Ausdrücke vorgenommen werden. Diese Ansichten werden in der Quineschen These der empirischen Indeterminiertheit der Übersetzung zusammengefasst. Diese besagt, dass das empirisch überprüfbare Verhalten der Sprecher nicht ausreicht, um zwischen verschiedenen Übersetzungsvarianten zu wählen.

###### Das „Gavagai“-Beispiel
Quine erläutert seine These der Indeterminiertheit der Übersetzung mit Hilfe des so genannten „Gavagai“-Beispiels.
Ein Sprachforscher steht vor der Aufgabe, die bisher völlig unbekannte Sprache eines Eingeborenenstammes zu übersetzen. Die Eingeborenensprache hat keinerlei Ähnlichkeit mit einer bekannten Sprache;
Sprachforscher und Eingeborene sind durch keine gemeinsame Kultur miteinander verbunden. Die einzigen Daten, von denen der Linguist ausgehen kann, sind die Reize, die auf die Eingeborenen einwirken und die bei diesen hervorgerufenen verbalen Reaktionen. Der Sprachforscher begibt sich deshalb in eine Situation, in der er denselben Reizen wie ein Eingeborener ausgesetzt ist, und beobachtet dessen sprachliche Äußerungen. Ein Hase läuft vorbei. Der Eingeborene sagt „Gavagai“ und der Linguist schreibt den Einwortsatz „Hase“ auf. Der Linguist stellt dem Eingeborenen in unterschiedlichen Reizsituationen die Frage „Gavagai?“ und beobachtet, dass dieser in denselben Reizsituationen mit „Ja“ antwortet, in denen er selbst die Frage „Hase?“ bejahen würde. So stellt er fest, dass „Gavagai“ und „Hase“ dieselbe Reizbedeutung haben.
Die Reizsynonymität der Sätze garantiert jedoch nicht, dass die Terme „Gavagai“ und „Hase“ dieselbe Extension und dieselbe Intension haben. Der Term „Gavagai“ könnte z. B. auf Hasen oder auf nicht abgetrennte Hasenteile oder auf Hasenphasen (zeitliche Hasenquerschnitte) referieren. Diese Unklarheit lässt sich nach Quine auch nicht durch Zeigen beheben, da dieselbe Geste den ganzen Hasen oder auch die unabgetrennten Hasenteile meinen kann.
Es bleibt daher grundsätzlich unbestimmt, auf welche Entitäten sich „Gavagai“ wirklich bezieht. Alle Übersetzungen und analytischen Hypothesen passen zu den gleichen Beobachtungssituationen. Die resultierende Unsicherheit bezeichnet Quine mit dem Begriff Unerforschlichkeit der Referenz (inscrutability of reference).
Um den Ausdruck der Eingeborenensprache mit einem seiner Muttersprache gleichzusetzen, ist der Linguist gezwungen, ein System von „analytischen Hypothesen“ zu entwickeln, die über das hinaus gehen, was aufgrund der behavioralen Kriterien gesichert ist; es ist grundsätzlich möglich, aufgrund derselben Kriterien unterschiedliche Übersetzungs-Hypothesen zu gewinnen.

#### Singuläre und allgemeine Terme
Quine greift die in der sprachanalytischen Tradition übliche Unterscheidung zwischen singulären Termen, die sich nur auf einen Gegenstand beziehen, und allgemeinen Termen, die auf mehrere Gegenstände zutreffen, an.
Zu diesem Zweck rekonstruiert er schematisch den Lernvorgang der Muttersprache eines Kindes, das durch diesen Vorgang allmählich in die Welt der Erwachsenen, die eine bestimmte Sprache sprechen, hineinwächst.
Nehmen wir ein Kind, das gerade einige Ausdrücke unserer Sprache gelernt hat wie z. B. „Mama“, „Wasser“ und „rot“. Wir haben nach Quine kein Recht, anzunehmen, das Kind verwende diese Ausdrücke als referentielle Terme so wie wir.
Wir Erwachsenen haben uns daran gewöhnt, die Mutter des Kindes als einen vollständigen Körper anzusehen, der in Raum und Zeit kontinuierlich ist; Wasser hingegen als etwas Diskontinuierliches, das in Raum und Zeit verstreut ist. Ebenso ist für uns auch Rotes diskontinuierlich, allerdings nicht im gleichen Sinn wie Wasser: rot können nur Gegenstände, Wasser hingegen kann nur ein ganz bestimmter Stoff sein. Die Ausdrücke des Kindes sind nach Quine dagegen prä-individuativ und gehen auf eine Phase der Menschheit zurück, für die der Unterschied zwischen Singulärem und Allgemeinem irrelevant ist.

### Ontologie

#### Ansatz und Fragestellung
Die Ontologie gehört zu den zentralen Schwerpunkten der Philosophie Quines.
Schon 1934 erschien der Aufsatz Ontological Remarks on the Propositional Calculus, dem zahlreiche weitere Aufsätze und Buchkapitel zu diesem Thema folgten.
Quine geht es zunächst – wie der philosophischen Tradition – um eine Klärung des Begriffes „Sein“, den er aber in dem eingeschränkten Sinne der Existenzannahme bzw. -voraussetzung einer Theorie versteht.
Die Ontologie habe vor allem zu klären, welche Entitäten es im Rahmen einer Theorie gibt. Ihre erste Frage lautet daher „Was gibt es?“ („What is there?“).
Quine will allerdings nicht wie etwa Carnap alle metaphysischen Fragen auf systeminterne oder pragmatische Fragestellungen reduzieren, da für ihn aufgrund seines methodologischen Monismus die Trennung von systeminternen und -externen Fragen unmöglich geworden ist.
Quine billigt der Ontologie keinen autonomen Bereich zu. Sie unterscheidet sich von den einzelnen Naturwissenschaften nur durch ihre Allgemeinheit. Wie alle Wissenschaft ist auch die Ontologie grundsätzlich empirisch und revidierbar. Letzte „checkpoints“ sind immer Sinnesdaten. Die Aufgabe der Ontologie ist es, einerseits im Dienste der Naturwissenschaft die verborgenen ontologischen Voraussetzungen einer Theorie deutlich zu machen. Andererseits geht es der Ontologie aber nicht nur um eine bloße Explikation impliziter Existenzannahmen, sondern um eine aktive Reglementierung mit dem Ziel größtmöglicher Einfachheit und Ökonomie.
Bei den Gegenständen der Ontologie haben wir es nach Quine stets mit Setzungen zu tun, die auf unserer Kreativität beruhen. Trotzdem sind diese Setzungen nicht vollkommen willkürlich, sondern werden durch die Realität nahegelegt. Das gilt ebenso für wissenschaftliche Objekte wie für die Gegenstände des Alltags, der Mythen und der Poesie.

#### Ontologische Verpflichtungen
Die Frage, was es gibt, ist für Quine nicht auf direktem Wege zu beantworten. Sie muss ersetzt werden durch die Frage, welche „ontologischen Verpflichtungen“ (ontological commitments) wir in unseren Aussagen eingehen, das heißt welche Entitäten wir stillschweigend mit ihnen annehmen.
Ontologische Verpflichtungen lassen sich erst dann transparent machen, wenn die Aussagen in „kanonischer Notation“, also in quantorenlogischer Form vorliegen. Durch Quantoren werden Variablen gebunden bzw. quantifiziert, was einer Existenzbehauptung gleichkommt. Dies ist der Sinn von Quines bekanntem Slogan „Sein heißt der Wert einer gebundenen Variablen sein“ („to be is to be the value of a bound variable“). Ontologisch verpflichten wir uns in unseren Aussagen auf diejenigen Entitäten, die zum Wertebereich der Variablen in unseren wahren Aussagen gehören müssen.
Die Gegenstände, über die wir sprechen und denen wir Existenz zuschreiben, sind nach Quine letztlich Produkte unserer Setzung (posit). Dies gilt für den Alltag ebenso wie für die Wissenschaft: „Tische und Schafe haben, in letzter Konsequenz, ziemlich den gleichen Status wie Moleküle und Elektronen.“
Welche Entitäten wir als existent voraussetzen, wird letztlich bestimmt durch die „Einfachheitsüberlegungen und pragmatischen Vermutungen in bezug auf die Frage, wie das umfassende System im Zusammenhang mit der Erfahrung weiterfunktionieren wird.“
Trotzdem beschäftigen sich ontologische Theorien nicht mit bloßem Schein, sondern sind Mutmaßungen über die Beschaffenheit der Wirklichkeit.

#### Entitäten
Während die Umgangssprache sich durchaus mit einer verwaschenen Ontologie zurechtfinden kann, hat für Quine der Wissenschaftler eine Entscheidung zu treffen, welchen Wertebereich er für seine Variablen zulassen will. Dabei geht es um eine Lösung, die so sparsam, eindeutig und naturwissenschaftlich nützlich wie möglich ist. In Word and Object erkennt Quine nur zwei Typen von Entitäten an: physische Gegenstände und Klassen.
Nach Quine dürfen keine Entitäten akzeptiert werden, zu denen keine Identitätsbedingungen angegeben werden können („no entity without identity“).
Die Identitätsbedingung eines Gegenstandes hängt dabei mit dem Individuationsprinzip zusammen, das für jede Gegenstandsart unterschiedlich sein kann.
Für physische Gegenstände besteht die Identitätsbedingung in ihrer raumzeitlichen Lokalisierung,
Klassen hingegen sind identisch, „wenn ihre Elemente identisch sind“.

##### Physische Gegenstände
Quine zählt zu den physischen Gegenständen (Dingen) sowohl Körper als auch Stoffe. Körper (Tische, Hasen etc.) sind wohlkonturiert und daher grundsätzlich zählbar, Stoffe dagegen (Milch, Holz, Zucker etc.) sind amorph und können nicht gezählt werden. Ihre gemeinsame Eigenschaft ist, dass sich ihr materieller Inhalt über ein vierdimensionales Raumzeitgebiet erstreckt.
Quine unterscheidet nicht wie verschiedene traditionelle Auffassungen Dinge von Ereignissen, Zuständen oder Prozessen. Sowohl Dinge als auch Prozesse lassen sich in zeitliche Abschnitte einteilen. Die Zeitscheiben eines Gegenstandes sind dabei für Quine ihrerseits als physische Gegenstände zu betrachten. So ist ein Tisch ein materieller Inhalt eines Raum-Zeit-Gebietes, der sich räumlich und zeitlich beliebig teilen lässt, wobei jeweils weitere, entsprechend kleinere physische Gegenstände entstehen. Setzt man die tischartigen Zeitscheiben wieder zusammen, erhält man den ursprünglichen Tisch, den man sich als einen raumzeitlichen „Wurm“ vorstellen kann.

##### Klassen
An abstrakten Entitäten lässt Quine nur Klassen zu. Er definiert sie rein extensional als die Menge ihrer Elemente. Im Unterschied zu Eigenschaften beinhalte der Begriff der Klasse keinerlei intensionale Komponenten.
Während Quine sich 1947 in einem mit Nelson Goodman verfassten Aufsatz noch zum Nominalismus bekannt hatte, nahm er diesen wenig später wieder zurück, weil die Wissenschaft nicht ohne abstrakte Gegenstände auskommen könne. Die Physik könne auf nominalistischer Grundlage nicht betrieben werden, weil sie Mathematik enthält die „bis zum Hals in Verpflichtungen auf eine Ontologie abstrakter Entitäten“ stecke.
Die Ontologie abstrakter Gegenstände (Zahlen, Funktionen, Relationen etc.) lässt sich Quine zufolge auf Klassen reduzieren.
So könne die Zahl „12“ mit der Extension des Prädikats „hat 12 Elemente“ identifiziert werden. Sie trifft z. B. auf die Klasse der Apostel wie auch auf alle anderen Klassen mit zwölf Elementen zu. Relationen können als Klassen geordneter Paare verstanden werden. So sei die Relation „Bruder-Sein“ als die Klasse aller geordneten Paare aufzufassen, deren Elemente Brüder voneinander sind.

#### Das ontologische Debakel
Im Rahmen seiner Auseinandersetzung mit der modernen Physik bricht Quine im Jahre 1976
in dem Aufsatz „Whither Physical Objects?“ mit seiner bisherigen Ontologiekonzeption. Aufgrund dieses „ontologischen Debakels“ (ontological débacle) wendet er sich fortan von ontologischen Fragen immer mehr ab.
Quine sieht das Problem, dass das Sprechen von einem materiellen Inhalt einen atomistischen Materiebegriff voraussetzt, der durch die moderne Physik zweifelhaft geworden ist.
In dieser scheint die eindeutige Zuordnung eines Elementarteilchen zu einer bestimmten Raum-Zeit-Stelle nicht mehr möglich.
Für Quine ist so sein eigener Körperbegriff nicht mehr haltbar. Die moderne Physik zwinge uns dazu, auf die „ground elements“ zu verzichten, die auf der untersten Ebene der Klassenhierarchie als Individuen fungieren könnten.
Physikalische Gegenstände können nach Quine richtiger als Koordinatenwerte in Raum-Zeit-Gebieten beschrieben werden. Für jeden Punkt in der Raumzeit benötigt man vier Zahlen, ein Quadrupel; ein Gebiet lässt sich mit einer Klasse von Zahlenquadrupeln identifizieren. Es ergibt sich so eine Ontologie, die auf die Annahme physischer Gegenstände verzichtet und ausschließlich abstrakte Gegenstände, Klassen, enthält.
Für Quine ist es eine Ironie, dass gerade die Physik selbst uns zu dieser anti-physikalischen Reduktion zwingt.

## Mathematische Logik
Als junger Wissenschaftler beschäftigte sich Quine hauptsächlich mit mathematischer Logik, wandte sich aber seit den späten 1940er Jahren immer mehr Themen der Erkenntnistheorie zu. Die Typentheorie von Bertrand Russell ersetzte Quine durch ein Verfahren der Stratifikation mengentheoretischer Formeln. Seine erste Mengenlehre aus dem Jahre 1937 orientiert sich nicht an Cantor oder Zermelo-Fraenkel, sondern an der Typentheorie. Sie findet man in New Foundations.
Quine weitete Russells Theorie der Kennzeichnung auf Eigennamen aus, indem er auch diese als prädikative Ausdrücke analysierte. 1963 führte er in seiner Mengenlehre das Konzept der virtuellen Klassen ein. Sein bekanntester Beitrag zur formalen Logik ist ein gemeinsam mit Edward J. McCluskey entwickelter Algorithmus zur Minimierung, d. h. Vereinfachung boolescher Funktionen, der heute unter dem Namen Quine-McCluskey-Verfahren bekannt ist.

## Schriften (Auswahl)
- A System of Logistic, 1934
- Mathematical Logic, 1940, ISBN 0-674-55451-5.
- Elementary Logic, 1941, ISBN 0-674-24451-6.
- Methods of Logic, New York 1950, 8. erw. Aufl. 1993, ISBN 0-674-57176-2.
  - deutsch: Grundzüge der Logik. übersetzt von Dirk Siefkes, Frankfurt 1969, ISBN 3-518-27665-4.
- Word and Object, 1960, Cambridge, Mass., ISBN 0-262-67001-1.
  - deutsch: Wort und Gegenstand. übersetzt von Joachim Schulte und Dieter Birnbacher, Stuttgart 1980, ISBN 3-15-009987-0.
- From a Logical Point of View. Nine logico-philosophical essays, Cambridge, Mass. 1953
  - deutsch: Von einem logischen Standpunkt. übersetzt von Peter Bosch, Frankfurt/Berlin/Wien 1979, ISBN 3-548-35010-0.
  - darin enthalten u. a.:
    - On what there is, 1948, dt.: Was es gibt
    - Two Dogmas of Empiricism, 1951, dt.: Zwei Dogmen des Empirismus
- Set Theory and its Logic, 1963, ISBN 0-674-80207-1.
  - deutsch: Mengenlehre und ihre Logik. übersetzt von Anneliese Oberschelp, Braunschweig 1973, ISBN 3-548-03532-9.
- Ontological Relativity and Other Essays, New York 1969, ISBN 0-231-03307-9.
  - deutsch: Ontologische Relativität und andere Schriften. übersetzt von Wolfgang Spohn, Frankfurt am Main 2003, ISBN 3-465-03251-9.
- The Web of Belief, mit J.S. Ullian, Random House, New York 1970, ISBN 0-07-553609-9.
- Philosophy of Logic, 1970, ISBN 0-674-66563-5.
  - deutsch: Philosophie der Logik. übersetzt von Hermann Vetter, Stuttgart 1973, ISBN 3-17-001133-2.
- The Roots of Reference, 1974, ISBN 0-8126-9101-6.
  - deutsch: Die Wurzeln der Referenz,. übersetzt von Hermann Vetter, Frankfurt 1976, ISBN 3-518-28364-2.
- Theories and Things, 1981, ISBN 0-674-87926-0.
  - deutsch: Theorien und Dinge, übersetzt von Joachim Schulte, Frankfurt 1985, ISBN 3-518-28560-2.
- The Time of my Life. An Autobiography, 1985, ISBN 0-262-67004-6.
- Quiddities: An Intermittently Philosophical Dictionary, Cambridge, Mass. 1989, ISBN 0-674-74352-0.
- Pursuit of Truth, 1990 (überarbeitet 1992), ISBN 0-674-73951-5.
  - deutsch: Unterwegs zur Wahrheit: konzise Einleitung in die theoretische Philosophie. übersetzt von Michael Gebauer, Paderborn 1995
- From Stimulus to Science, Cambridge, Mass. 1995, ISBN 0-674-32636-9.
- Wissenschaft und Empfindung. Die Immanuel Kant Lectures, 1980 an der Stanford University gehalten, übersetzt und eingeleitet von Howard G. Callaway, Frommann-Holzboog, Stuttgart 2003, ISBN 3-7728-2006-9.
- Confessions of a Confirmed Extensionalist and Other Essays, hrsg. v. Dagfinn Føllesdal, Harvard Univ. Press, 2008, ISBN 978-0-674-03084-8 Essay-Sammlung v. 1946–2001 über Naturalismus, Externalismus, Übersetzungsproblematik.